# Corynostylis arborea
Corynostylis arborea là một loài thực vật có hoa trong họ Hoa tím. Loài này được (L.) S.F.Blake mô tả khoa học đầu tiên năm 1923.

## Hình ảnh

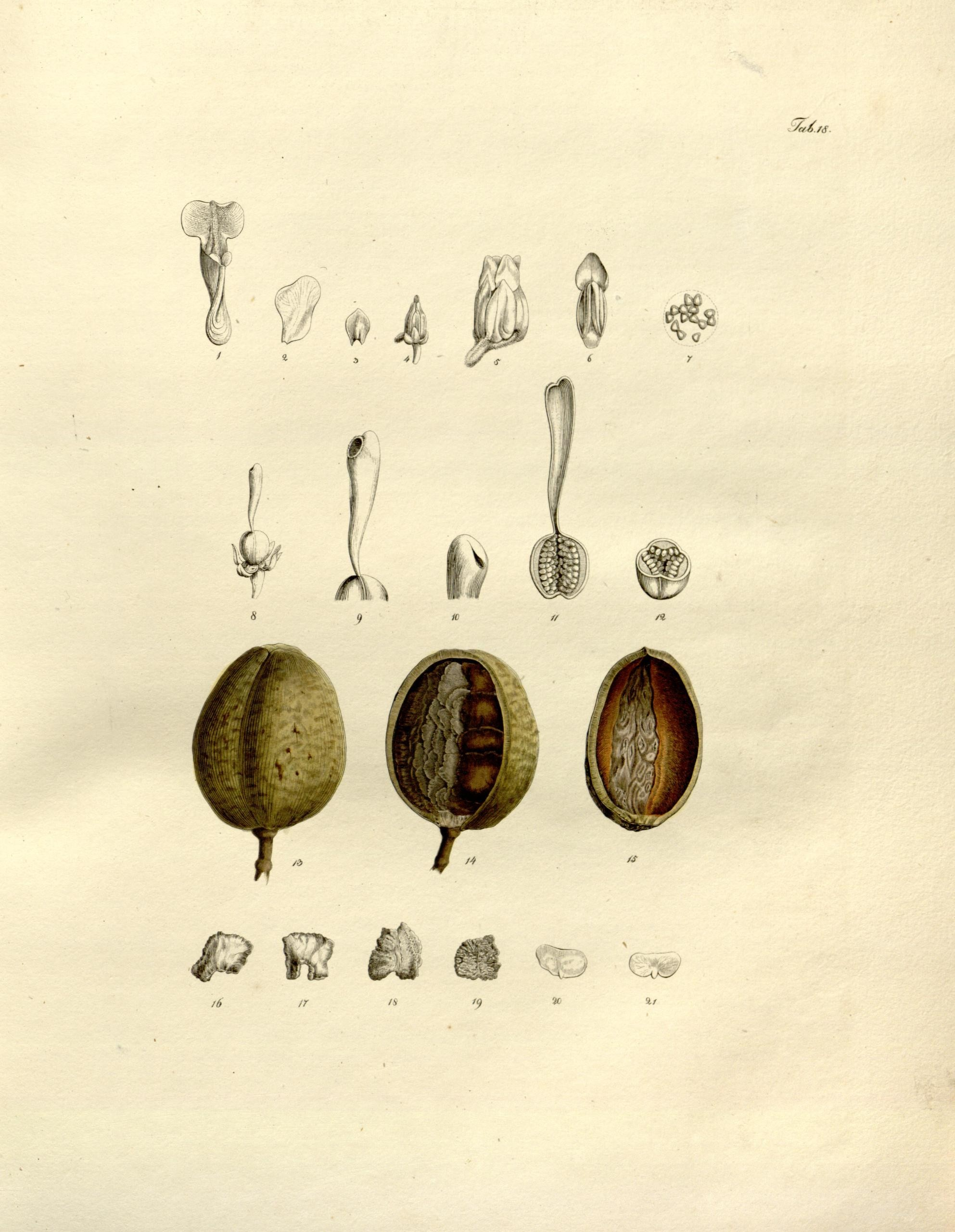